# Абов, Юрий Георгиевич
Ю́рий Гео́ргиевич А́бов (7 ноября 1922, Туапсе — 28 февраля 2021) — советский и российский учёный, специалист в области нейтронной и ядерной физики, физики твёрдого тела. Доктор физико-математических наук, профессор, член-корреспондент РАН (1991; член-корреспондент АН СССР с 1987). Лауреат Ленинской премии (1974).

## Биография
Сын директора металлургического завода Георгия Атаровича Абова (1894—1982). В 1947 году окончил физический факультет Московского государственного университета. В 1955 году защитил кандидатскую диссертацию «Нейтронный кристаллический спектрометр с изогнутым монокристаллом кварца и проведенные на нем исследования зависимости полных эффективных сечений плутония, U233, U235 от энергии нейтронов и спектра нейтронов, выходящих из котла», в 1968 году — докторскую диссертацию «Физические исследования на поляризованных медленных нейтронах».
Основными сферами его научной деятельности являлись фундаментальные ядерно-физические исследования в области малых энергий, бета-ЯМР-спектроскопия. Известен как открыватель слабого взаимодействия нуклонов в ядрах. Являлся сотрудником Института теоретической и экспериментальной физики. Являлся главным редактором научного журнала «Ядерная физика».
Похоронен на Котляковском кладбище.

### Учебные пособия
- Пучки нейтронов и нейтронооптические явления : [Учеб. пособие] / Ю. Г. Абов, Н. О. Елютин. — М. : МИФИ, 1983. — 95 с. : ил.; 20 см.
- Свойства и взаимодействия медленных нейтронов : [Учеб. пособие] / Ю. Г. Абов, Н. О. Елютин. — М. : МИФИ, 1985. — 88 с. : ил.; 20 см.
- Нейтроны и фундаментальные симметрии : [Учеб. пособие] / Ю. Г. Абов, Н. О. Елютин; Моск. инж.-физ. ин-т, [Фак. эксперим. и теорет. физики]. — М. : МИФИ, 1986. — 69,[2] с. : ил.; 20 см.
- Когерентное рассеяние нейтронов : [Учеб. пособие] / Ю. Г. Абов, Н. О. Елютин; Моск. инж.-физ. ин-т, [Фак. эксперим. и теорет. физики]. — М. : МИФИ, 1988. — 114,[1] с. : ил.; 20 см.